# 울산광역시기
울산광역시기는 대한민국 울산광역시를 상징하는 기이다. 현재 사용되고 있는 기는 1995년 1월 1일에 제정되었다.

## 디자인
하얀색 바탕 가운데에 울산광역시의 공식 로고가 그려져 있고 로고 하단에 "울산광역시"라는 글자가 쓰여져 있다. 울산광역시의 공식 로고는 청록색 용이 빨간색 여의보주를 물고 힘차게 비상하는 모습을 모티브로 하여 디자인했다. 전체적으로는 환태평양 시대를 맞아 선진 산업 문화 도시를 지향하는 울산광역시의 진취적인 기상, 자연과 인간·산업과 문화가 어우러진 미래 지향적인 이미지를 나타낸다.

### 색상
| 색상    | 하양        | 청록       | 빨강      | 은색     |
| ------- | ----------- | ---------- | --------- | -------- |
| CMYK    | 0–0–0–0     | 100–6–0–42 | 0–70–99–1 | 0–0–0–67 |
| RGB     | 255–255–255 | 0–140–149  | 252–76–2  | 85–85–85 |
| 웹 색상 | #FFFFFF     | #008C95    | #FC4C02   | #555555  |

## 과거의 기

### 제1대 기 (1980년 ~ 1994년)

경상남도 울산시기 (1980년 ~ 1994년 12월 31일)

1980년부터 1994년 12월 31일까지 사용된 경상남도 울산시기는 파란색, 하얀색, 초록색 가로 줄무늬 오른쪽 상단에 V자 모양을 이루고 있는 금색 오각별 5개가 그려져 있는 기이다. 파란색은 끊임없이 발전하는 울산시의 희망을, 하얀색은 평화와 백의민족의 정신을, 초록색은 영원한 성장을 뜻한다. 5개의 금색 오각별은 대한민국의 경제 개발 5개년 계획, 울산시의 50만 인구를 나타내는데 전체적으로는 모든 울산시민이 일치단결하여 문화 공업 도시 건설에 매진한다는 것을 뜻한다. 또한 5개의 금색 오각별이 V자 모양을 형성하고 있는 모습은 울산시가 국내외의 각광을 받으면서 발전하는 대한민국의 중공업 도시임을 나타낸다.

### 제2대 기 (1995년 ~ 1997년)

경상남도 울산시기 (1995년 1월 1일 ~ 1997년 7월 14일)

1995년 1월 1일에 현재 사용되고 있는 울산광역시의 공식 로고가 제정되었다. 1997년 7월 15일을 기해 경상남도 울산시가 울산광역시로 승격되면서 "울산"이라는 글자도 "울산광역시"로 바뀌었다.

## 같이 보기
- 울산광역시의 상징

## 참고자료
- 자치법규정보시스템 - 울산광역시 상징물 관리 조례